# 谷口英樹
谷口 英樹（たにぐち ひでき、Hideki TANIGUCHI）は、日本の医師・医学者。学位は博士（医学）（筑波大学大学院・1995年）。東京大学医科学研究所教授。横浜市立大学大学院医学研究科特別契約教授（兼任）。専門は、再生医学・移植外科学。

## 略歴
- 1989年 - 筑波大学医学群 卒業、同年、同大学附属病院 医員（外科研修医）
- 1995年 - 筑波大学大学院 博士課程修了。同年、日本学術振興会 特別研究員
- 1997年 - 筑波大学臨床医学系 講師（外科）
- 2002年 - 横浜市立大学医学部 教授
- 2003年 - 2008年 理化学研究所 発生・再生科学総合研究センター 研究ユニットリーダー（併任）
- 2003年 - 筑波大学大学院医学研究科 臓器再生医学 教授
- 2014年 - ベルツ賞2等賞受賞
- 2018年 - 現在、東京大学医科学研究所 幹細胞治療研究センター 再生医学分野 教授
- 2019年 - 現在、東京大学医科学研究所 幹細胞治療研究センター長

など

## 所属学会
- 日本臓器保存生物医学会
- 日本再生医療学会
- 日本移植学会

など